# Predator (szereplő)

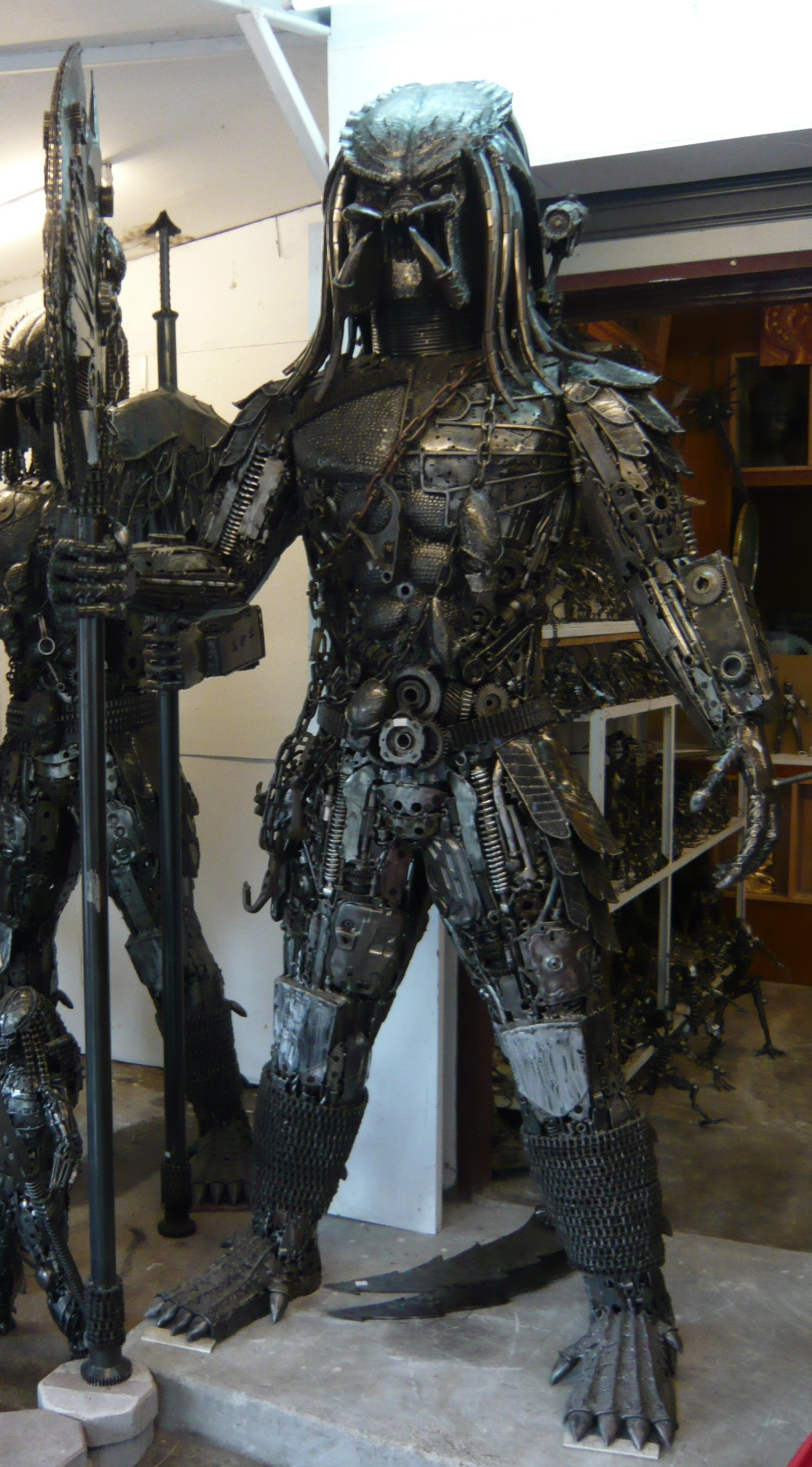
Egy Ragadozót ábrázoló szobor

A predatorok földönkívüli lények, amelyek először a Ragadozó (1987) című tudományos-fantasztikus filmben szerepeltek, később 1990-ben a Ragadozó 2. filmben tűntek fel. Ezután számos könyvben, videójátékban és képregényben töltöttek be központi szerepet, a mozivászonra az Alien vs. Predator című cross-over filmsorozattal tértek vissza, elsőként az "Alien vs. Predator – A Halál a Ragadozó ellen" című 2004-es filmmel, majd 2007-ben A Halál a Ragadozó ellen 2. filmmel. Ez utóbbi két filmben az Alien-sorozat lényeivel kerülnek konfliktusba. 2010-ben Antal Nimród rendezésében tértek vissza a Ragadozók című filmben, ahol egy olyan idegen bolygón szerepeltek, amit vadászatra használtak.
Megalkotójuk Jim és John Thomas testvérek. Az ő elképzeléseik szerint a Predatorok értelmes humanoidok, akik fejlett technológiát birtokolnak, ilyen az álcázás, a plazmafegyver vagy az űrutazási képesség.

## Biológia
A ragadozók (predator-ok) emberszerű (humanoid) testfelépítésű földönkívüli lények. Általában 2 vagy kettő és fél méter magasak, az alacsonyabb egyedek gúny tárgyát képezik. Emberszerű testfelépítéssel rendelkeznek (két láb, két mellső végtag, egy fej) de újjaik karmokban végződnek, jellegzetes ismertetőjegyük emellett a szétnyíló állkapocs, amelynek biológiai szerepe kérdéses, érzelmek kifejezésére mindenképpen használják (mosoly, izgatottság, félelem, megfélemlítés), de haraphatnak is vele. Sárga szemeik, kígyószerű nyelvük, pikkelyes bőrük ellenére (testméretükhöz hasonlóan bőrük színeiben is nagy a változatosság) vitatott, hogy a ragadozók hüllők lennének-e. 
A ragadozók izomzata és csontozata jóval erősebb az emberekénél, így jóval ellenállóbbak is. Könnyen túlélhetik a lőtt sebeket és az erős sugárzást is, ellenállnak a baktériumoknak és vírusoknak. Testi erejük az emberekhez képest hatalmas. Képesek a fejet letépni, egy testet puszta kézzel kettészakítani, vagy a gerincoszlopot kitépni az áldozat testéből megerőltetés nélkül. 6-7 méter magasra is képesek könnyedén felugrani, egy 10 méteres zuhanás utáni landolás sem okoz nekik gondot. Vérük foszforeszkáló zöld színű (ahogy azt az első filmben láthatjuk) és képes semlegesíteni az alien-ek (xenomorph-ok) savas vérét is. A ragadozók vére meggyógyítja az emberi sebeket, és meghosszabbítja az életet. Leginkább az infravörös tartományban látnak, de maszkjuk segítségével más spektrumokban is megtalálják zsákmányukat (ezt az érzékelési módszert azonban könnyű becsapni). 
Étrendjük nem nagyon ismert, de főként húsevők. Vadászat közben gyakori, hogy kisebb testű állatokat fognak el és nyersen eszik meg, néha akár meg is sütik, hogy ízletesebb legyen, bár egy yautja-nak  az íz az utolsó szempont, a lényeg, hogy tápanyagban gazdag legyen. Természetesen az elfogyasztásra kívánt állatokat nem egy az egyben megeszik, hanem kicsontozzák, illetve megnyúzzák. A hús mellett gyökereket és gyümölcsöt is esznek, ezekből ha kell, nagyon erős szeszes italt csinálnak, ami jó a testnek és elködösíti az elmét. A klánhajókon főt ételt fogyasztanak, míg a kisebb hajókon csupán rossz ízű, bár tápanyagban gazdag élelmet visznek magukkal.
Intelligenciaszintjük vetekszik az emberekével (vagy akár meg is haladja azt) és fejlett technológiájuk révén képesek megfigyelni zsákmányaik viselkedését, melyhez könnyen tudnak alkalmazkodni. Az emberekhez képest a yautják jóval később érik el a felnőtt kort, nagyjából 50-60 évesen, de több ezer évig élhetnek.
A Ragadozóknak a filmekben nincs hivatalos nevük, de könyvekben, képregényekben Yautja (a szó magyar kiejtése jaucsa), illetve Hish néven utalnak rájuk. 

### Hímek és nőstények
A Yautják faja az emberekéhez hasonlóan két nemre oszlik, férfiakra és nőkre, vagy másként hímekre és nőstényekre. Párzási időszakban a nőstények a legügyesebb, legrátermettebb hímeket választják utódaik apjának (lásd lentebb). A nőstények elevenszülők, a kicsinyeket az adott közösség együtt neveli fel. 

## Társadalom és kultúra

### Miért vadásznak?
A yautják erőszakos lényeknek tűnhetnek, de szigorú becsületkódex szerint élnek és vadásznak: nem támadnak védtelenekre, és méltó ellenfeleik iránt tiszteletet tanusítanak. Sem terhes nőket, sem pedig gyermekeket nem bántanak. Ugyanakkor ne számítson semmi jóra az, aki megsért egy predator-t.

### Nyelv
A yautják nyelve szavakból, kattogásokból, morgásokból áll, de egyes dolgokat szagokkal (izgatottság), vagy testbeszéddel (érzelmek) fejeznek ki. Nyelvük az emberek számára nehezen, de megérthető és beszélhető, leírására saját írásrendszert használnak. Ők maguk képesek alap szinten megérteni az emberi nyelvet (leginkább az angolt), de ez a személyiségüktől függ. 

## Egyéb
A Predatort Stan Winston alkotta meg, aki olyan filmek szereplőit keltette életre, mint A bolygó neve: Halál, a Terminátor – A halálosztó, a Jurassic Park vagy legutóbb a Vasember. Amíg James Cameron az Aliens rendezőjével Japánba repült, addig Winston megrajzolta a szörnyet. Cameron megnézte a rajzokat és azt mondta: „Mindig is akartam valamit az alsó állkapcsokkal kezdeni.” Stan Winston a stúdiójában létrehozta a Predator kinézetét, úgy, hogy az passzoljon Kevin Peter Hall színésznek. Őt kérték fel, miután az eredetileg kijelölt színész Jean-Claude Van Damme jelmeze túl bonyolult volt. Winston főhősnek – saját tapasztalataira támaszkodva – Arnold Schwarzeneggert ajánlotta.
A Predatort eredetileg hosszú nyakkal, kutyához hasonló fejjel és egyetlen szemmel tervezték meg. Ezt elvetették, mivel a terv nem illett a dzsungelbéli helyszínekhez. Majd Richard Edlund teremtménykészítő stúdiójában megalkották az eredeti Predatort, ez Stan Winstonnak 8 hónapjába telt.
Eredetileg Jean-Claude Van Damme lett volna az első Predator, akinek harcművészeti képességeit felhasználva egy Ninja-Predatort kellett volna alakítania. Azonban összehasonlították a remek testfelépítésű Schwarzeneggert, Jesse Venturát és Carl Weathers-t Van Damme-mal és elvetették az ötletet. Jesse Ventura az önéletrajzi könyvében azt is elmesélte, hogy Van Damme szándékosan megsebesített egy kaszkadőrt forgatás közben. Végül Van Damme-ot leváltották és helyére Kevin Peter Hall-t szervezték be, aki nemcsak színész, hanem pantomimművész is volt, őt a két métert is meghaladó testmagassága ideálissá tette a szerepre (később ismét munkát kapott a Ragadozó 2-ben).
Az Alien vs. Predator – A Halál a Ragadozó ellen c. filmben Ian Whyte, egy walesi színész alakított két Predatort is, „Scar”-t és „Celtic”-et. Később Whyte visszatért az Aliens vs. Predator – A Halál a Ragadozó ellen 2. című filmben, mint „Wolf”.
Az első Ragadozó film mára kultusz lett, a második erősen közepes lett. Azóta képregények, játékfigurák, számítógépes játékok, könyvek jelentek meg a szörnyről.
A 90-es évek elején a összeboronálták egy képregény erejére a még nála is népszerűbb, a Ragadozónál 10 évvel idősebb Aliennel. A játékok és a képregények hatalmas sikerének köszönhetően már a filmet is tervezték. Eredetileg a két szörnyvadász, a Predator főszereplője Dutch Schaffer (Arnold Schwarzenegger) és az Alienből jól ismert Ripley (Sigourney Weaver) játszotta volna a főszerepet. Végül ez csődöt mondott, mivel mind a két színész visszautasította. Sigourney konkrétan borzalmasnak találta az ötletet és – utólag megbánva – ezért is kérte a 3. Alien-hez a karakterének halálát.
2004-re végül kijött Paul Anderson (Kaptár) rendezésével az Alien vs. Predator egy teljesen független történetként és ráadásul – megszokott R korhatár helyett – PG-13 korhatárral. A film a hatalmas várakozás ellenére bukás lett és elkezdődött a két kultuszfilm szobrának ledöntése. 2007-ben megmentőként nevezték a Strause testvéreket, 2007 Karácsonyára jött az "Aliens versus Predator: Reqviem". Ez a film még nagyobb bukás lett, a kritikusok teljesen lehúzták és tinihorrornak nevezték.
Robert Rodríguez viszont nem nagyon hagyta, hogy a Predatort tönkretegyék. Ezért a magyar Antal Nimród segítségével megcsinálták a Predator filmek folytatását, a Predators-t. A főszerepben az Oscar-díjas Adrien Brody és a Mátrix-filmekből jól ismert Laurence Fishburne.